# Laurent-Désiré Kabila
Laurent-Désiré Kabila (sinh ngày 27 tháng 11 năm 1939 – 18 tháng 1 năm 2001) là tổng thống Cộng hòa Dân chủ Congo từ tháng 5 năm 1997 – tháng 1 năm 2001, khi ông lật đổ nhà độc tài Mobutu Sese Seko, giữ chức đến tháng 1 năm 2001 thì bị ám sát. Con trai của ông đã lên thay cha là Joseph Kabila.

## Thời trẻ
Kabila sinh từ một thành viên bộ lạc Luba ở Baudoinville, Katanga, (Now Moba, tỉnh Tanganyika) thuộc địa Bỉ congo. Cha mẹ đều là người bộ lạc Luba. Ông học triết học chính trị ở Pháp và Serbia tại trường đại học Belgrade, sau đó tham gia trường đại học Dar es Salaam ở Tanzania.

## Congo khủng hoảng
Khi Congo giành được độc lập từ Bỉ vào ngày 30 Tháng Sáu 1960, cuộc khủng hoảng Congo bắt đầu. Kabila là một "phó chỉ huy" trong các thanh niên Balubakat, cánh thanh niên của Lumumba Patrice liên kết Tổng hội nhân dân Baluba của Katanga (Balubakat), tích cực chiến đấu với lực lượng ly khai của Moise Tshombe. Trong vòng vài tháng Lumumba bị Joseph Mobutu lật đổ. Vào năm 1962, Kabila được bổ nhiệm để sắp xếp tỉnh Bắc Katanga và là chánh văn phòng Bộ trưởng Bộ Thông tin Ferdinand Tumba. Ông đã thiết lập cho mình như là một người ủng hộ đường lối cứng rắn Lumumbist Prosper Mwamba Ilunga. Khi các Lumumbists hình thành Conseil giải phóng quốc gia, ông đã gửi đến phía đông Congo để giúp tổ chức cuộc cách mạng, đặc biệt là trong Kivu và Bắc tỉnh Katanga. Năm 1965, Kabila thiết lập một hoạt động phiến quân qua biên giới từ Kigoma, Tanzania, trên hồ Tanganyika.
Che Guevara hỗ trợ Kabila trong một thời gian ngắn vào năm 1965. Guevara đã xuất hiện ở Congo với khoảng 100 người đàn ông nhằm lên kế hoạch mang lại một cuộc cách mạng phong cách Cuba. Theo Che Guevara, Kabila là "không phải đàn ông của giờ giấc". Điều này, theo ý kiến của Guevara là do Kabila cung cấp vật tư, viện trợ, hoặc lưu trữ cho người của Guevara trễ nhiều ngày. Việc thiếu hợp tác giữa Kabila và Guevara đã dẫn đến các cuộc nổi dậy và bị đàn áp trong cùng năm đó.
Trong quan điểm của Guevara, tất cả những người ông gặp trong suốt chiến dịch tranh cử của ông ở Congo, Kabila là chỉ là người đàn ông "chất lượng chính hãng của một loạt nhà lãnh đạo" nhưng kiển trách ông cho sự thiếu "mức độ cách mạng". Sau sự thất bại của cuộc nổi loạn, Kabila quay lại buôn lậu vàng và gỗ trên hồ Tanganyika. Ông cũng mở quán bar ở Tanzania.
Năm 1967, Kabila và các chiến binh ủng hộ còn lại của ông di chuyển hoạt động của họ vào miền núi Fizi - Baraka, khu vực Nam Kivu và thành lập Đảng cách mạng nhân dân (PRP). Với sự hỗ trợ của Cộng hòa Nhân dân Trung Hoa, PRP đã tạo ra một nhà nước chủ nghĩa Marx ly khai trong tỉnh Nam Kivu, phía tây hồ Tanganyika. Nhà nước mini tổng thể bao gồm nông nghiệp tập thể, tống tiền và buôn lậu khoáng sản. Các chỉ huy quân sự địa phương đã nhận thấy được những vùng đất PRP kiểm soát, và báo cáo buôn bán thiết bị quân sự để đổi lấy, cắt giảm lợi nhuận từ tống tiền và cướp tài sản. Cuối những năm 1970 và đầu những năm 1980, Kabila đã tích lũy được tài sản đáng kể và xây dựng nhiều nhà ở trong vùng Dar es Salaam và Kampala. Tình trạng PRP hoạt động đã kết thúc vào năm 1988, Kabila biến mất và được tin là đã chết. Trong khi ở Kampala, Kabila đã gặp Yoweri Museveni, tổng thống tương lai của Uganda. Museveni và cựu Tổng thống Tanzania Julius Nyerere sau đó giới thiệu Kabila gặp Paul Kagame, người sau này trở thành tổng thống của Rwanda. Những liên lạc cá nhân đã trở thành quan trọng vào giữa những năm 1990, khi Uganda và Rwanda đang tìm kiếm một khuôn mặt mới cho Congo với mục đích can thiệp của họ ở Zaire

## Chiến tranh và tổng thống

Lá cờ Cộng hòa dân chủ Congo được Kabila sử dụng

Tháng 10 năm 1996 Kabila trở về, lãnh đạo người dân tộc Tutsi nam Kivu chống lại lực lượng Hutu, đánh dấu sự khởi đầu của cuộc Chiến tranh Congo lần thứ nhất. Với sự hỗ trợ từ Uganda, Rwanda, Burundi. Kabila đã đẩy lực lượng của ông vào một cuộc nổi loạn quy mô đầy đủ chống lại Mobutu như Liên minh các Lực lượng Dân chủ Giải phóng Congo-Zaire (ADFL). Đến giữa năm 1997, ADFL đã đạt được những thành tựu đáng kể. Sau các cuộc đàm phán hòa bình thất bại, vào ngày 16 tháng 5 Mobutu chạy trốn sống lưu vong. Ngày hôm sau, từ căn cứ của mình ở Lubumbashi, Kabila tự xưng là tổng thống, đình chỉ Hiến pháp, và thay đổi tên đất nước từ Zaire sang Cộng hòa Dân chủ Congo.
Ngày 20 tháng 5 ông đã đưa toàn bộ chính quyền của mình tiến vào Kinshasa, chính thức bắt đầu nhiệm kỳ tổng thống của mình. Kabila đã từng cam kết là một người chủ nghĩa Marx, nhưng chính sách của mình vào thời điểm này là một sự kết hợp của chủ nghĩa tư bản và chủ nghĩa tập thể.
Trong khi một số nước phương Tây ca ngợi Kabila là đại diện cho một "thế hệ mới" của lãnh đạo châu Phi, các nhà phê bình cho rằng các chính sách của Tổng thống Kabila khác nhau một tý của người tiền nhiệm của ông, được đặc trưng bởi cửa quyền, tham nhũng và vi phạm nhân quyền. Kabila cũng bị cáo buộc tự phóng đại xu hướng, bao gồm cả việc cố gắng thiết lập một sự sùng bái cá nhân, với sự giúp đỡ của cựu Bộ trưởng Bộ Thông tin của Mobutu, Dominique Sakombi Inongo.
Năm 1998, cựu đồng minh của Kabila ở Uganda và Rwanda đã quay lưng lại với ông và ủng hộ một cuộc nổi loạn mới của Rally cho Dân chủ Congo (RCD), Chiến tranh Congo lần thứ hai. Kabila tìm thấy đồng minh mới ở Angola, Namibia, Zimbabwe, và chế ngự ở phía nam và phía tây của đất nước và đến năm 1999, các cuộc đàm phán hòa bình đã dẫn đến sự rút lui của hầu hết các lực lượng nước ngoài.

## Bị ám sát
Kabila đã bị bắn vào chiều ngày 16 tháng 1 năm 2001, bởi một trong những vệ sĩ của ông là Rashidi Kasereka, người này cũng bị tiêu diệt khi đang cố gắng chạy trốn khỏi hiện trường. Ông bị ám sát do một phần của một âm mưu đảo chính bất thành, sau khi bị bắn Kabila vẫn còn sống khi được đưa tới một bệnh viện ở Zimbabwe. Sau đó Chính phủ Congo xác nhận ông đã chết ở đó vào ngày 18 tháng 1. Một tuần sau đó, xác của ông đã được đưa về nước để làm lễ tang cấp quốc gia, con trai ông là Joseph đã trở thành tổng thống.